# آکورد افزوده

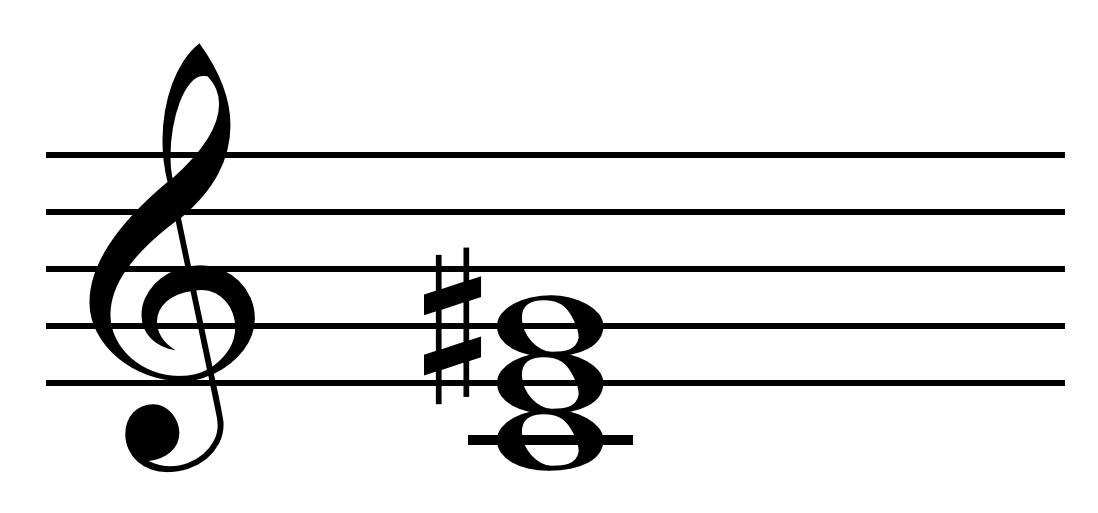
مثال: آکورد افزوده از نت دو متشکل از دو «سوم بزرگ»

آکورد افزوده (انگلیسی: Augmented triad) یک آکورد «سه‌صدایی» تغییر‌یافتۀ «آکورد ماژور» است که پنجم آکورد، نیم پردۀ کروماتیک به بالا افزوده می‌گردد.

## تعریف
آکوردِ افزوده از روی هم قرار گرفتنِ دو فاصلۀ «سوم بزرگ» (چهار نیم پرده) تشکیل می‌شود و فاصلۀ آن با پایه آکورد، «پنجم افزوده» (هشت نیم پرده) است.
یک نمونه از آکورد افزوده «آکورد دو افزوده» است و متشکل از نت‌های دو، می و سل دیز است که با نماد (Caug) شناخته می‌شود.
آکورد افزوده متفاوت از آکوردهای ماژور، مینور و آکورد کاسته است و به‌طور طبیعی در یک گام دیاتونیک قرار نمی‌گیرد. این آکورد اما متعلق به درجۀ سومِ گام‌های مینور هارمونیک و ملودیک (بالا رونده) است و از آنجا که صدایی «نامطبوع» و تنش‌زا دارد، باید به‌طور چسبیده تهیه و به یک نتِ (نیم پرده‌ای) بالایی یا پایینی دیگر حل شود.

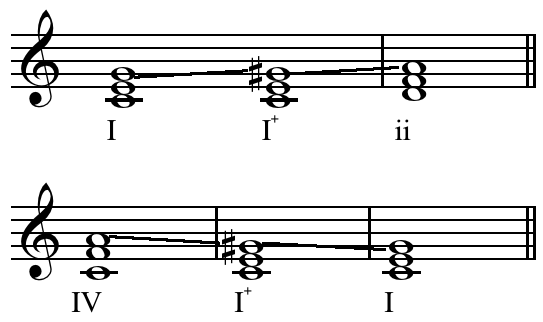
مثال از تهیه و حل آکورد افزوده

## آکوردهای افزوده
جدول آکوردهای افزوده از نت پایه، سوم و پنجم که با نماد آنها نشان داده می‌شود.
| آکورد         | نماد  | پایه   | سوم بزرگ         | پنجم افزوده          |
| ------------- | ----- | ------ | ---------------- | -------------------- |
| دو افزوده     | Caug  | دو     | می               | سل دیز               |
| دو دیز افزوده | C♯aug | دو دیز | می دیز (فا)      | سل دوبل دیز (لا)     |
| ر بمل افزوده  | D♭aug | ر بمل  | فا               | لا                   |
| ر افزوده      | Daug  | ر      | فا دیز           | لا دیز               |
| ر دیز افزوده  | D♯aug | ر دیز  | فا دوبل دیز (سل) | لا دوبل دیز (سی)     |
| می بمل افزوده | E♭aug | می بمل | سل               | سی                   |
| می‌افزوده      | Eaug  | می     | سل دیز           | سی دیز (دو)          |
| فا افزوده     | Faug  | فا     | لا               | دو دیز               |
| فا دیز افزوده | F♯aug | فا دیز | لا دیز           | دو دوبل دیز (ر)      |
| سل بمل افزوده | G♭aug | سل بمل | سی بمل           | ر                    |
| سل افزوده     | Gaug  | سل     | سی               | ر دیز                |
| سل دیز افزوده | G♯aug | سل دیز | سی دیز (دو)      | ر دوبل دیز (می)      |
| لا بمل افزوده | A♭aug | لا بمل | دو               | می                   |
| لا افزوده     | Aaug  | لا     | دو دیز           | می دیز (فا)          |
| لا دیز افزوده | A♯aug | لا دیز | دو دوبل دیز (ر)  | می دوبل دیز (فا دیز) |
| سی بمل افزوده | B♭aug | سی بمل | ر                | فا دیز               |
| سی افزوده     | Baug  | سی     | ر دیز            | فا دوبل دیز (سل)     |